# Turanspor
Il Turanspor A.Ş., già noto come Şekerspor A.Ş. è una società calcistica con sede ad Ankara, in Turchia che milita nella Bölgesel Amatör Lig, la quinta serie del campionato turco. 
Fondato nel 1947, il club gioca le partite in casa allo stadio Ostim.
I colori sociali sono il giallo e il verde.

## Statistiche
- Süper Lig: 1959-1963, 1964-1966, 1967-1969, 1972-1973, 1997-1998
- TFF 1. Lig: 1963-1964, 1966-1967, 1969-1972, 1973-1992, 1994-1997, 1998-2003
- TFF 2. Lig: 1992-1994, 2003-2005, 2006-
- TFF 3. Lig: 2005-2006
- Bölgesel Amatör Lig: 1958-1959

## Palmarès

### Competizioni nazionali
- TFF 3. Lig: 2

1993-1994, 2005-2006